# Fusileros ucranianos de Sich
La Legión de fusileros ucranianos de Sich (en alemán: Ukrainische Sitschower Schützen; en ucraniano: Українські січові стрельці (УСС), romanizado: Ukraïnski sichovi stril'tsi (USS)) fue una unidad ucraniana dentro del Ejército austrohúngaro durante la Primera Guerra Mundial.

## Alcance
La unidad se formó en agosto de 1914 por iniciativa del Consejo Supremo de Ucrania. Estaba integrado por miembros de diferentes organizaciones paramilitares ucranianas en Galitzia, dirigidas por Frank Schott, y participó en las hostilidades en el frente ruso. Después de la Primera Guerra Mundial, con la desintegración de Austria, la unidad se convirtió en la unidad militar regular de la República Popular de Ucrania Occidental. Durante la ocupación alemana y austriaca de Ucrania en 1918, la unidad estuvo estacionada en el sur de Ucrania. Los exsoldados de la unidad participaron en la formación de los fusileros de Sich, una unidad militar de la República Popular Ucraniana. En 1919, los fusileros ucranianos de Sich se expandieron al Ejército ucraniano de Galitzia (en ucraniano: Українська Галицька Армія). Participaron en la guerra polaco-ucraniana alrededor de Leópolis y sufrieron grandes pérdidas. El 2 de mayo de 1920, la unidad se disolvió.

## Orígenes y formación

Emblema de los fusileros ucranianos de Sich en la escarapela.

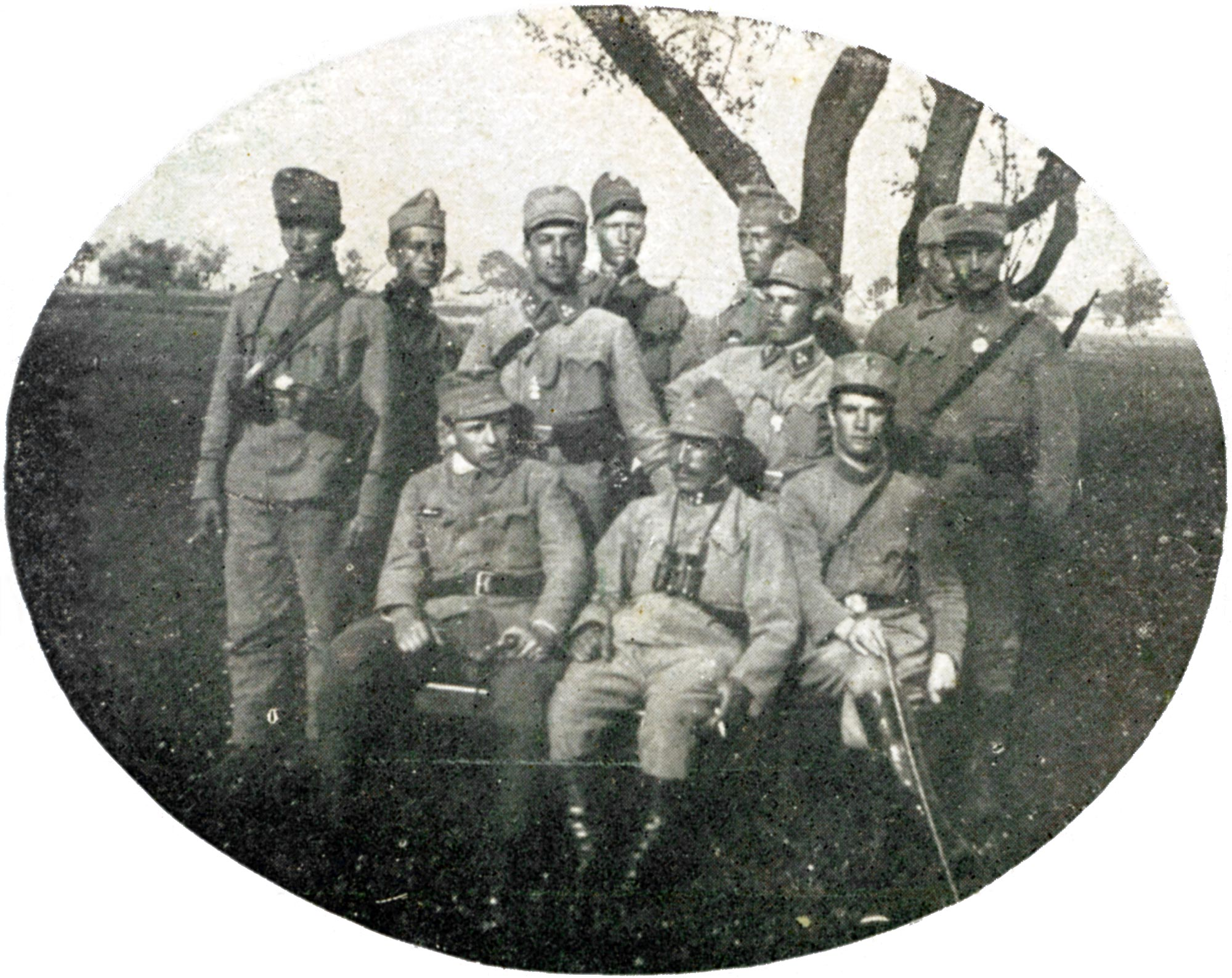
Sótnik Y. Budzynovskyi con su personal de sotnia de los fusileros ucranianos de Sich.

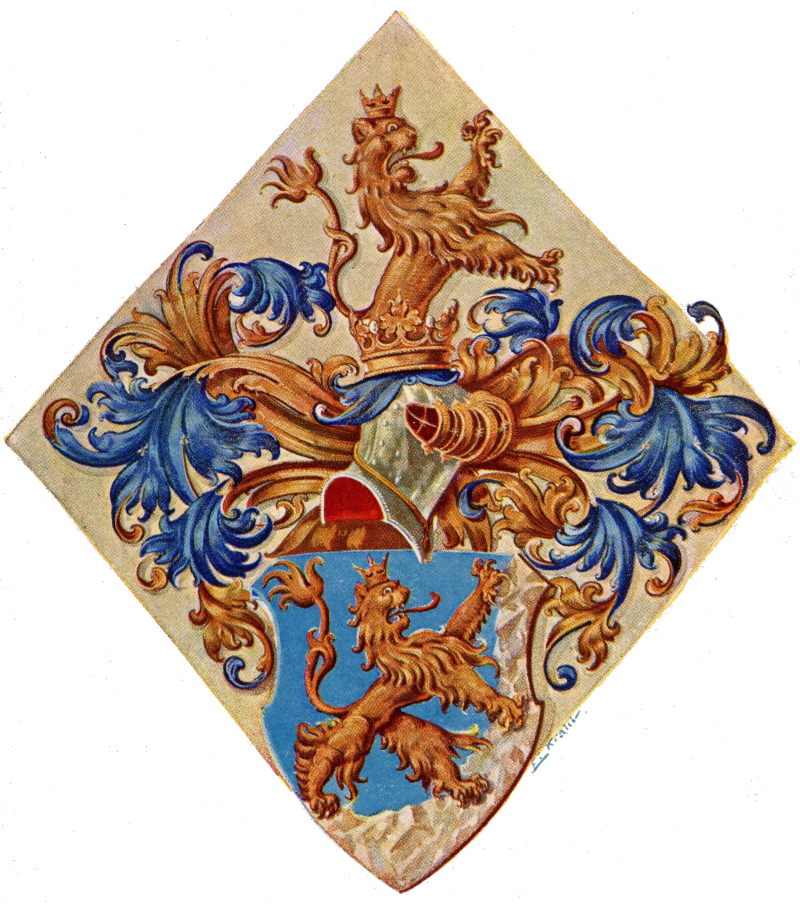
Escudo de armas de los fusileros ucranianos de Sich.

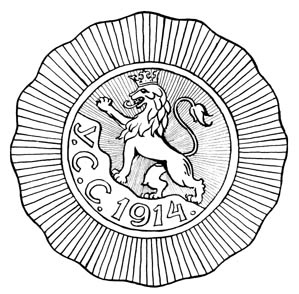
Emblema de los fusileros ucranianos de Sich.

Varias organizaciones juveniles ucranianas se formaron en Galitzia ya en 1894, como resultado de la creciente conciencia nacional entre los ucranianos en Galitzia. En 1900, un abogado y activista social Kirilo Triliovski fundó una organización deportiva/de extinción de incendios Sich en Sniatyn (hoy óblast de Ivano-Frankivsk), que rejuveneció las ideas de la Sich de Zaporiyia para fomentar el patriotismo nacional entre la generación joven. Junto a estas organizaciones, que se formaban por toda Galitzia, también iban surgiendo organizaciones paralelas deportivas/de bomberos Sókil (Halcón). En 1912, aparecieron muchas empresas más pequeñas de Sich en numerosas comunidades ucranianas. Junto con estas organizaciones juveniles, se creó un Comité Organizativo de Mujeres para capacitar enfermeras. La Unión Ucraniana de Sich coordinó las actividades de todas las empresas locales de Sich e imprimió su propio periódico, The Sich News. Al comienzo de la Primera Guerra Mundial había al menos 2000 organizaciones de este tipo en Galitzia y Bucovina.
En 1911, un estudiante de filosofía de Leópolis, Iván Chmola, organizó un grupo paramilitar secreto compuesto por hombres y mujeres jóvenes de la Universidad de Leópolis, el Gimnasio Académico y otras escuelas locales. Estos entusiastas aprendieron a usar armas de fuego, prepararon manuales militares, tradujeron terminología militar y presionaron a las autoridades austriacas para que legalizaran las organizaciones paramilitares ucranianas. Fueron muy influenciados por organizaciones paramilitares polacas similares, como Związek Strzelecki («Asociación de fusileros»), que eran bastante numerosas, estaban bien organizadas y, a diferencia de las organizaciones ucranianas, eran legales. Posteriormente, este grupo publicó su propio periódico, Vidhuk, y continuó organizando a la juventud ucraniana de Leópolis. Sin embargo, varios intentos de legalizarlo fueron bloqueados por las autoridades locales, en su mayoría polacas.
Aunque inicialmente Chmola eligió el nombre Plast para esta formación, este grupo representó solo un intento aislado de organizar a la juventud ucraniana en un movimiento legítimo de exploración bajo este nombre. En junio de 1912, Oleksandr Tisovski, profesor del Gimnasio Académico de Leópolis, administró una ceremonia en la que un grupo de jóvenes estudiantes bajo su tutela prestó juramento de explorador. Así nació la organización oficial de exploración ucraniana Plast. Los elementos explícitamente paramilitares fueron expresamente excluidos por la constitución de la organización, escrita por Tisovski, porque deseaba centrar sus esfuerzos principalmente en fomentar el aspecto ideológico del patriotismo nacional y en promover el plan de estudios estándar de exploración. Al poseer una mayor autoridad y generar respeto en la sociedad civil de Leópolis, Tisovski ganó la partida, e Iván Chmola eventualmente se unió a él. Sin embargo, Chmola continuó con sus esfuerzos para entrenar a los jóvenes, comenzó a organizar campamentos de exploración y enseñó a los adolescentes diversas habilidades de supervivencia, orientación en diferentes terrenos y habilidades útiles similares basadas en la autosuficiencia, la disciplina y el compañerismo. Esta iniciativa atrajo a varias personas destacadas, que más tarde también jugarían un papel importante en la creación de los fusileros de Sich, por ejemplo, Petró Frankó, el hijo de Iván Frankó. Muchos individuos continuaron entrenándose militarmente en secreto, por su propia voluntad.
Finalmente, Kirilo Triliovski tradujo un estatuto similar de una organización de francotiradores paramilitares polacos y, asumiendo el cargo de atamán general, lo presentó a las autoridades austriacas para su aprobación. Esta vez, los funcionarios no tuvieron más remedio que conceder la aprobación, y finalmente se legalizó una sociedad de «fusileros de Sich» (Sichovi Stril'tsi) en el Reino de Galicia y Lodomeria el 18 de marzo de 1913. La primera de estas sociedades se creó en Leópolis, pronto se verá aumentada por Iván Chmola y su grupo. La legalización de los fusileros de Sich dio impulso a otras organizaciones juveniles ucranianas, y las filas de Sich, Sokil y Plast aumentaron posteriormente en todo el oeste de Ucrania.
En la primavera de 1913, se formó la Liga Sich de Ucrania en Leópolis y se redactó un estatuto de los Tiradores de Sich de Ucrania (USS). El 25 de enero de 1914 se organizó en Leópolis la segunda sociedad «Fusileros de Sich II», con más de 300 miembros. Fusileros de Sich I incluía principalmente estudiantes y Fusileros de Sich II, en su mayoría trabajadores y campesinos. Para la Primera Guerra Mundial, había 96 sociedades de Fusileros de Sich solo en Galitzia. Para entonces, Plast se transformó en una organización de exploración de pleno derecho con sucursales en muchos pueblos y aldeas. Muchos de estos jóvenes exploradores continuarían uniéndose voluntariamente al movimiento ucraniano de los Fusileros de Sich incluso mucho después de que terminara la guerra, y las generaciones futuras también participarían en las luchas de liberación entre las guerras y en la Segunda Guerra Mundial. Después de muchas pruebas y tribulaciones, habiendo sobrevivido en la diáspora ucraniana, Plast se reorganizó en Ucrania poco antes de la independencia de Ucrania en 1991 y continúa siendo la organización de exploración más grande de Ucrania, fomentando los valores del patriotismo nacional entre la juventud ucraniana.
Inicialmente, no hubo unanimidad entre los fundadores de la Liga Sich de Ucrania en cuanto a sus objetivos: algunos querían la independencia total del pueblo ucraniano del imperio austrohúngaro y otros querían una autonomía limitada dentro del imperio. Prevaleció la facción proaustríaca y solo se permitió la existencia de unidades leales a la monarquía de los Habsburgo. Desde sus inicios, los fusileros ucranianos de Sich vieron a Rusia como su principal enemigo y se estaban preparando para liberar las tierras ucranianas del yugo del Imperio ruso. En Galitzia y Bucovina, los Fusileros de Sich también hicieron circular una revista llamada Vidhuk («Respuesta»). En 1914, se publicó un estatuto de USS que establecía el orden de servicio y los uniformes, proporcionaba terminología militar y comandos en idioma ucraniano. Ese mismo año se adquirieron municiones y rifles para una Legión de fusileros ucranianos de Sich de 10 000 efectivos, que participó en el desfile de Leópolis el 28 de junio de 1914, junto con todas las organizaciones juveniles: Sich, Sókil y Plast. Ese mismo día, el archiduque Francisco Fernando fue asesinado en Sarajevo por un nacionalista serbio, lo que precipitó la cadena de acontecimientos que condujo a la Primera Guerra Mundial.
Un mes después, estalló la Primera Guerra Mundial y el recién creado Consejo General Ucraniano publicó en el periódico Dilo de Leópolis el llamado a los ucranianos de Galitzia a formar unidades de voluntarios para luchar contra el Imperio ruso. Los líderes ucranianos en Austria-Hungría esperaban que la formación de estas unidades hiciera avanzar la causa de la liberación nacional. También pretendían disipar las sospechas de algunos rusófilos de Galitzia de que los ucranianos de esa zona simpatizaban con Rusia. El ministerio de guerra austriaco no estaba preparado para esta iniciativa del Consejo General Ucraniano y permitió la creación de una unidad con solo 2500 hombres. Los primeros voluntarios eran principalmente miembros de organizaciones nacionalistas ucranianas como Sich, Sókil y Plast.

## Referencias culturales

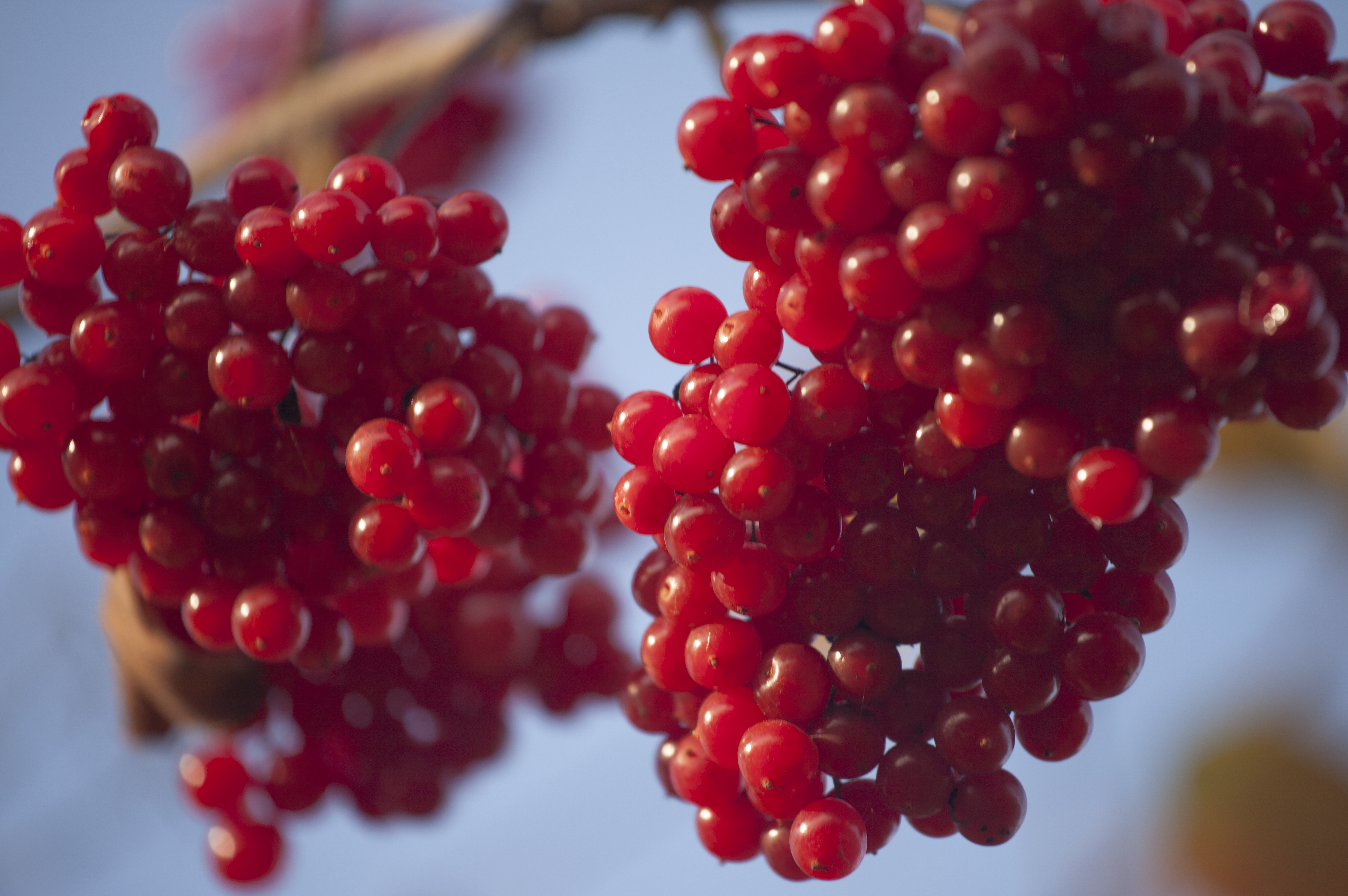
Bayas rojas de Viburnum. En las culturas eslavas orientales, Viburnum opulus o kalyna a menudo representa la belleza de una mujer joven.